# 唐长安城
唐代长安城，初名大兴城，始建於隋朝開皇二年，唐朝建立後，易名為長安城，屬京兆府長安縣、萬年縣，是隋唐两朝的首都，亦是当时世界上规模最大的城市。外国文献上称为胡姆丹。隋代的大兴城人口在隋文帝开皇之治时为25万人（一说60万人），到了唐代武则天时期为100万左右。唐長安城時作為一個國際化大都市，與高麗、百濟、新羅、高昌、吐蕃、日本等周邊國度交往密切，城內充斥不同身份背景的訪客及定居者，包括使節、質子、留學生、學問僧、賓貢進士等，來自突厥、波斯、大食、粟特、天竺等地，還有眾多昆侖奴、僧祇奴、胡姬以及各色商人等。長安城自身由外郭城、宫城和皇城三部分组成，面积达83.1平方公里（不含大明宮3.11平方公里）。城内百业兴旺，最多时人口在市辖区为200万人，而市区则超过100万人。唐末迁都洛阳后这里被拆毁，其遗址位于于今陕西省西安市的大片地带。1996年，隋大兴唐长安城遗址被中华人民共和国国务院公布为第四批全国重点文物保护单位之一。

## 历史

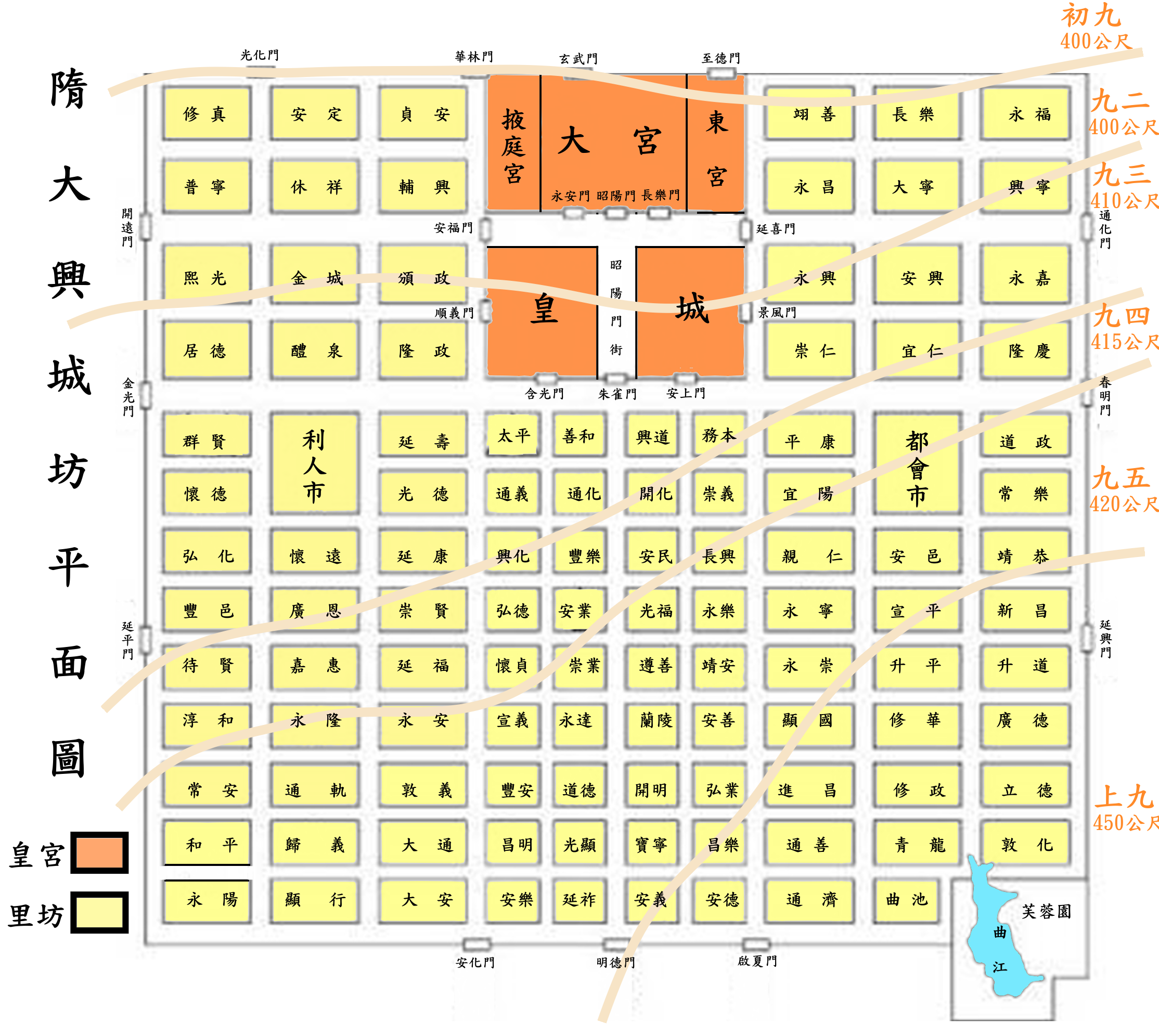
隋朝大興城城坊平面圖。

杨坚建立隋朝后，最初定都在原北周的長安城。但当时的长安經過西魏及北周兩朝後，破败狭小，水污染严重，于是便决定在东南方向的龙首塬南坡另建一座新城。隋文帝开皇二年（582年）起，在宇文恺的主持下，仅用9个月左右的时间就建成了宫城和皇城。开皇三年（583年），隋朝迁至新都，因为隋文帝早年曾被封为大兴公，因此便以“大兴”命名此城。隋煬帝继位后，陸續开凿运河，以水路连接大兴和隋唐洛陽城。隋煬帝大業九年（613年），动用約10万人在宫城和皇城以外建造了外郭城，城市的总体格局至此基本形成。
唐朝建立後，继续在此定都，并更名为長安。此后进一步修建和改善，在唐太宗、唐高宗和唐玄宗年间先后增建了大明宫和兴庆宫等宫殿。
唐代长安城的经济和文化在唐玄宗开元年间发展得十分迅速。盛唐时期，它已是当时世界上最大、最繁华的国际大都市，盛唐时通常情況下城牆內有五十萬戶籍人口，極盛时城內人口達到百万。安史之乱后，長安經過叛軍破城，走向衰落。763年，唐代长安城被吐蕃占领15天。唐僖宗時黄巢（875年－884年）攻入长安，在黃巢軍和唐軍的廝殺之中，城市遭到严重破坏。天祐元年（904年），朱全忠挟持唐昭宗迁都洛阳，并把宫室拆毁，屋木也一起运走。后来，驻守长安的佑国军节度使韩建认为長安城广人稀，不利于防守，于是对城市进行改筑，放弃了外城郭与宫城，将皇城加以整修，缩为“新城”，也就是五代、宋朝、金朝、元朝的长安城。至此，有着总计370年历史的长安城便宣告废弃。

## 概況

### 佔地面積
有一種說法指唐長安城為中國古代第二大都城，次於明南京，計算方法是以外郭周長。明南京城外郭周長近60公里，面積超過200平方公里，為唐長安的二倍多。然而南京外城面積的計算包括不能作為街坊有效利用的紫金山與湖面等，沿江周長棱角不規則，缺乏王都當有的棋盤格局。此計算方法的妥當性待商榷。顧炎武《歷代宅京記》以四卷記關中，以三卷記鄴與建康。

### 整體布局

唐长安城地图，最明显的变化是在东北部修建了大明宫。唐玄宗在隆庆坊的旧宅，在他登基后，辟为兴庆宫。

唐长安城的面积达83.1平方公里，按中轴对称布局，由外郭城、宫城和皇城组成。城内街道纵横交错，划分出110座里坊。此外还有东市、西市等大型工商业区和芙蓉园等人工园林。城市总体规划整齐，布局严整，堪称中国古代都城的典范。
长安城平面呈长方形，东西长9,721米，南北宽8,652米，周长36.7公里。城墙宽12米左右，高5米多，全部用夯土版筑，城门处的墙段还砌有砖壁。目前城墙和其外侧的城壕已基本被毁，仅在北面的玄武门和南面的安华门附近留有部分残垣。
长安城（外郭城）开十二座城门，南面正中为明德门，东西分别为启夏门和安化门；东面正中为春明门，南北分别为延兴门和通化门；西面正中为金光门，南北分别为延平门和开远门；北面的中段和东段分别与宫城北墙和大明宫南墙重合，西段中为景耀门，东西分别为芳林门和光化门。除正门明德门有五个门道外，其余各门均为三个门道。据实测，明德门址东西广55.5米，南北长17.5米，每个门道宽5米。明德门原有台阁式门楼建筑，唐末被朱全忠焚毁。
明德门内的南北大街朱雀大街更是宽达150米至155米，大街两旁集中了当时长安城最有影响力的佛寺和道观，如荐福寺、大兴善寺、唐昌观、玄都观等。在开元、天宝年间朱雀大街两旁还居住着许多当时的重要人物，如安仁坊有万春公主宅，通义坊有李思训宅，宣义坊有杨国忠宅以及安禄山的庭院。其他的不通城门的大街宽度也普遍在35米至65米之间，而顺城街宽20米到25米。
宫城位于郭城北部正中，平面为长方形，东西长2,820米，南北宽1,492米，周长8.6公里。城四周有围墙，南面正中开承天门（隋称广阳门），东西分别是延喜门和安福门，北墙中部开玄武门。宫城分为三部分，正中为太极宫（隋称大兴宫），称作“大内”，东侧是东宫，为太子居所，西侧是掖庭宫，为后宫人员的住处。今天西安城内西五台和北城外自强西路北侧铁路中学内的土岗则是为数不多的大兴宫城遗址。
皇城亦为长方形，位于宫城以南，其东西与宫城等长，南北宽1,843米，周长9.2公里。城北与宫城城墙之间有一条横街相隔，其余三面辟有五门：南面三门，中为朱雀门，两侧为安上门和含光门；东西面各一，分别为景风门和顺义门。南面正中的朱雀门是正门，向南经朱雀大街与外郭城的明德门相通，向北与宫城的承天门相对，构成了全城的南北中轴线。城内有东西向街道7条，南北向5条，道路之间分布着中央官署和太庙、社稷等祭祀建筑。

### 宫殿
唐长安城有三座主要的宫殿群，分别是太极宫（隋称大兴宫）、大明宫和兴庆宫，称为“三大内”。其中“大内”就是宫城中的太极宫，是隋朝和初唐时期的皇帝居所和朝会之地。太极宫东西宽1,285米，南北长1,492米，面积约1.92平方公里。宫内由南向北分为前朝、后寝和苑囿三块区域。前朝的正殿为太极殿（隋称大兴殿），四周有廊庑围成的巨大宫院，东西两侧建有官署。后寝的主殿是两仪殿（隋称中华殿），周边有万春殿、千秋殿、甘露殿、神龙殿、安仁殿等殿堂。苑囿位于宫殿最后部，有亭台池沼等，其北的宫墙上有玄武门，著名的“玄武门之变”就发生在此。由于太极宫是隋文帝所建，所以装饰等都较为简朴。唐高宗继位后，认为这里比较潮湿，于是搬到了大明宫居住。
大明宫位于太极宫东北方的龙首塬高地上，是一座相对独立的宫城，可俯瞰整座长安城。宫殿建于贞观八年（634年），从唐高宗开始的历代皇帝都在这里居住和处理朝政，称为“东内”。宫城为中轴对称格局，前部由丹凤门、含元殿、宣政殿、紫宸殿等组成前朝的南北中轴线，后部以太液池为中心组成内庭，分布着麟德殿、三清殿、大福殿、清思殿等数十座殿宇楼阁。整座大明宫东西宽1.5公里，南北长2.5公里，面积约3.2平方公里，是“三大内”中最大的一座。
兴庆宫位于外郭城的东部，原是唐玄宗早年任临淄王时的藩邸，开元二年（714年）改名为兴庆宫。开元十四年（726年）进行了扩建，合并周围的邸宅和寺院，于十六年（728年）竣工，称为“南内”。天宝十三年（754年）又筑宫墙和城楼，形成了一座小型城堡。同时还附外郭墙建造了一道北至大明宫，南至芙蓉园的夹城，方便宫内人员来往潜行。唐玄宗和杨贵妃长期在此居住，盛唐后地位降低，成为安置太上皇和太后的场所。
兴庆宫南北长1250米，东西宽1075米，周长4.6公里，面积约1.35平方公里，规模在“三大内”中最小。宫墙四面设门，正门兴庆门在西墙偏北处。宫内以园林为主，且不按中轴对称布局，因此具有离宫的性质。其南部主要是龙池，周边有勤政务本楼、花萼相辉楼、沉香亭等亭台楼阁。北部有兴庆殿、南薰殿、长庆殿、大同殿等一组宫殿。唐末兴庆宫毁于战火，1958年遗址改造为公园，并兴建了阿倍仲麻吕纪念碑等。

### 外郭
外郭城内有南北向大街8条，东西向大街14条。街道的两侧都设排水沟，并种植榆、槐等行道树。其中通往南三门和连接东西六门的六条大街是主干道，宽度大都在百米以上。最宽的朱雀大街达155米，是城市的南北中轴线，以之为分界，城东属于万年县，城西属于长安县。
纵横交错的道路将外郭城分作了110坊（隋称“里”）。各坊面积不一，南北长在500-838米之间，东西宽在550-1125米之间。每座坊的四周都筑有围墙，大坊一般开四门，内设十字街，小坊则开东西二门，设一横街，街宽都在15米左右。根据考古发掘了解，十字街将一坊分为四区，在每一区内都还有一小十字巷，把整座坊分成十六个小块，分布着民宅、官邸、寺院和道观等。各坊均采取封闭式管理，坊门有卫兵把守，晚间会实行宵禁，其中著名的里坊有亲城坊。
长安城中遍布着佛寺和道观，总持寺、庄严寺、兴善寺、玄都观等都占据整坊之地。其它著名的慈恩寺、荐福寺、青龙寺等也都拥有大片地皮。考古过程中还发现了城内的许多隋唐窑藏，其中何家村（兴化坊）出土的271件金银器（何家村唐代窖藏），是中华人民共和国成立以来，出土唐代金银器数量最多、价值最高的一批。
外郭城内有东市（隋称都会市）、西市（隋称利人市）两座市场，各占两坊之地。两市大小几乎完全相同，南北长约1025米，东西宽约927米。市场有围墙，开八扇门，内有井字形街道和沿墙街道，将市内分为9区。每个区都四面临街，店铺沿街而设，有饮食店、珠宝店和手工业作坊等。长安城的商业大都集中在这两座市场，其它各坊内也有一些零散的商业设施。日本僧人圓仁在其《入唐求法巡禮行記》中記載了会昌三年六月二十七日長安東市火灾的情形，“夜三更東市失火，燒東市曹門以西二十四行，四千余家。” 可见当时市场的规模。
长安城内主要有四条沟渠，名龙首、清明、永安和漕渠，分别从东南西三面引渭河的支流入城，提供生活和环境用水。前三渠开凿于隋初开皇三年（583年），漕渠开凿于唐天宝元年（742年）。

## 文化
長安城在盛唐時期流動及居住人口約達150萬人，而外國人口（多半來自中亞及西亞）則達50萬，約佔城中人口三分之一。此時的長安城，是歐亞經貿及文化中心，更甚者有波斯人來朝任官，此時乃東亞及西亞文化交流之旺盛期，其中包括東傳的波斯曆法、星向學等。在唐初，唐太宗擊敗東突厥，自此，唐朝皇帝被譽為"天可汗"，即宇宙盟主之意，自此，亞洲各國來朝進貢，更形成所謂的『東亞文化圈』，乃東亞各國，以中國為中心，在文化、經濟、語言、思想上進行交流的流通網路，而這些活動的進行場所，絕大多數皆位於京城長安，如日本當時的首都平安京便是模仿長安城的布局而規劃，以及日本的和服、園林造景、建築、茶道、插花、平假名、片假名等皆源自唐宋中國。
而儒學及中國哲學亦皆在此時自長安城發軔至鄰國（如日本、朝鮮、越南等）。而此時的中國，因國力強盛，百姓有了多餘的時間進行娛樂活動，在長安城，有多達近三十座的里坊被規劃為娛樂場所，其中包括說書唐傳奇，馬戲團等活動。也因為唐朝對週遭外夷採較放任的態度，因此有許多胡人入住長安城內及近郊，並帶來許多中國境內沒有的食物，造成中國飲食文化在此時多元化，如胡蘿蔔、胡椒等名稱中有胡字的食物，皆來自當時的西域，傳進長安進而遍地中國。而此時的唐朝，因萬國來朝，而使天朝思想在此時發軔，認為京城乃為全世界的中心等，對日後中國的皇權鞏固有莫大影響。

## 遗址保护
隋唐长安城埋藏在现在的西安城下0.7米-1米，目前西安有不到30处隋唐长安城挖掘点。
为保护唐长安城遗址，西安市修建了大明宫国家遗址公园、唐长安城墙遗址公园与大慈恩寺遗址公园。西安市内还有含光门遗址博物馆、圜丘遗址，在大唐西市博物馆内设有西市遗址展示区，在莲湖公园内保留有承天门遗址，大雁塔、小雁塔也是唐长安城的遗存。